# Montalto di Castro

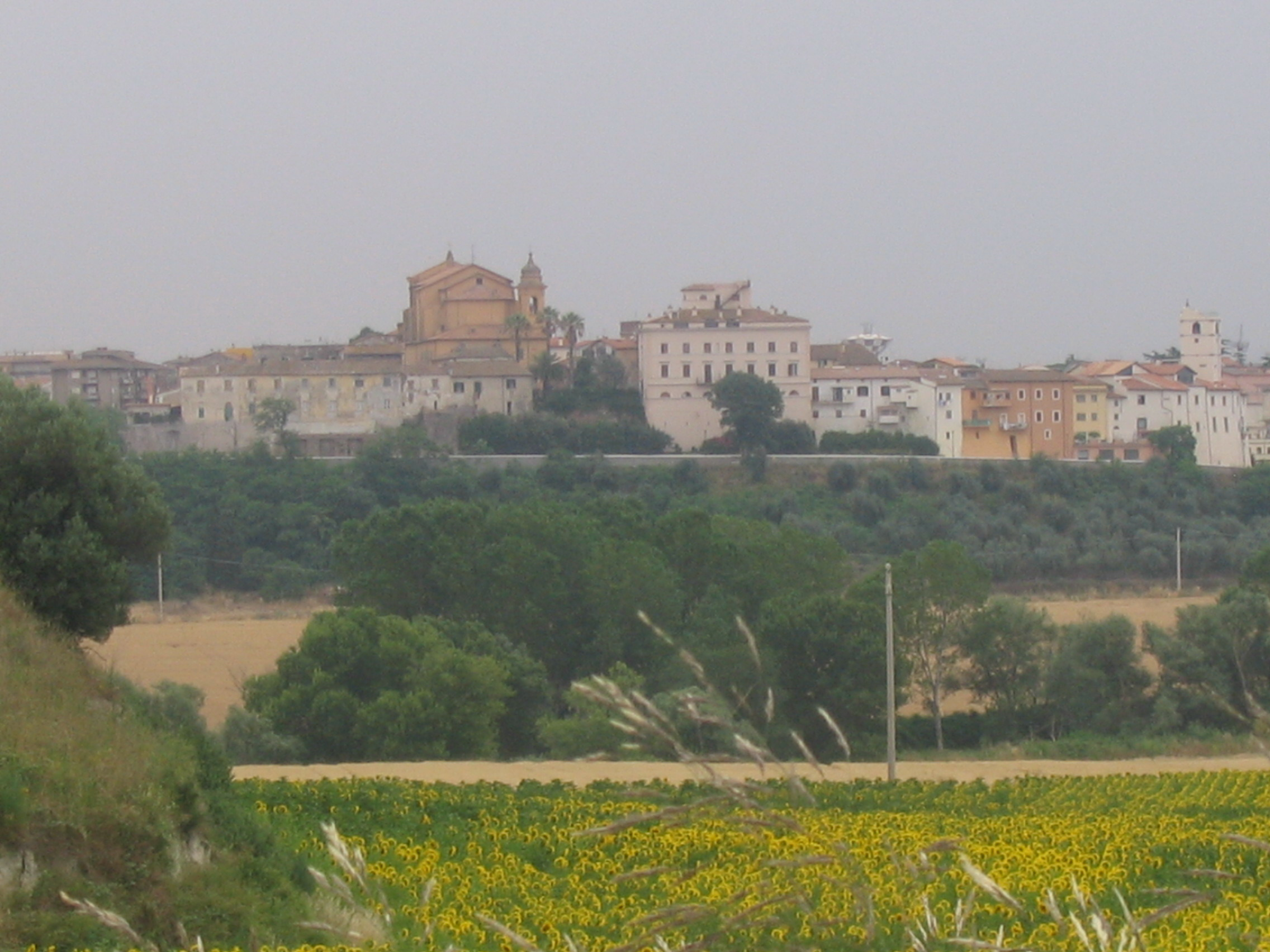
Montalto di Castro

Montalto di Castro ist eine Gemeinde in der Provinz Viterbo in der italienischen Region Latium mit 8689 Einwohnern (Stand 31. Dezember 2023). Sie liegt 105 Kilometer nordwestlich von Rom.

## Geographie
Montalto di Castro erstreckt sich in der Maremma Laziale unweit des Tyrrhenischen Meeres entlang der Via Aurelia. Zur Gemeinde gehören Pescia Romana, Montalto Scalo, sowie die Badeorte Montalto Marina und Marina di Pescia Romana. Im Gemeindegebiet liegen auch die Ausgrabungen der antiken Stadt Vulci.

## Geschichte
Mit dem Namen Mons Altus ist eine Siedlung in einem Schreiben von Papst Leo IV. (847–855) an den Bischof von Tuscania vom Jahre 852 erstmals bezeugt. Ein Heer von Papst Paschalis II. (1099–1118) zerstörte im Jahre 1109 den Ort im Kampf gegen den Lokalherrn Stefano dei Corsi. Später stritten sich die Präfekten von Vico und die Orsini um den Besitz, was zu einer starken Minderung der Bevölkerungszahl führte. Papst Martin V. (1417–1431) erklärte in einer Bulle von 1421 den Ort zum nordwestlichen Zentrum des Kirchenstaates für die Viehwirtschaft.
Von 1535 bis 1649 teilte Montalto das Schicksal des Herzogtums Castro der Familie Farnese. Im Jahre 1783 suchte Papst Pius VI. (1775–1799) die Lage der Bevölkerung durch ein Motu proprio zu verbessern, was mittelfristig zum Erfolg führte. Damals wurde die Pfarrkirche erbaut und der Großpächter der Gegend, Gonsalvo Adorno, ließ in der sich entwickelnden Küstensiedlung Pescia Romana an der Grenze zur Toscana 1795 einen großen Getreidespeicher anlegen, den Kern des heutigen Borgo Vecchio.

## Sehenswürdigkeiten

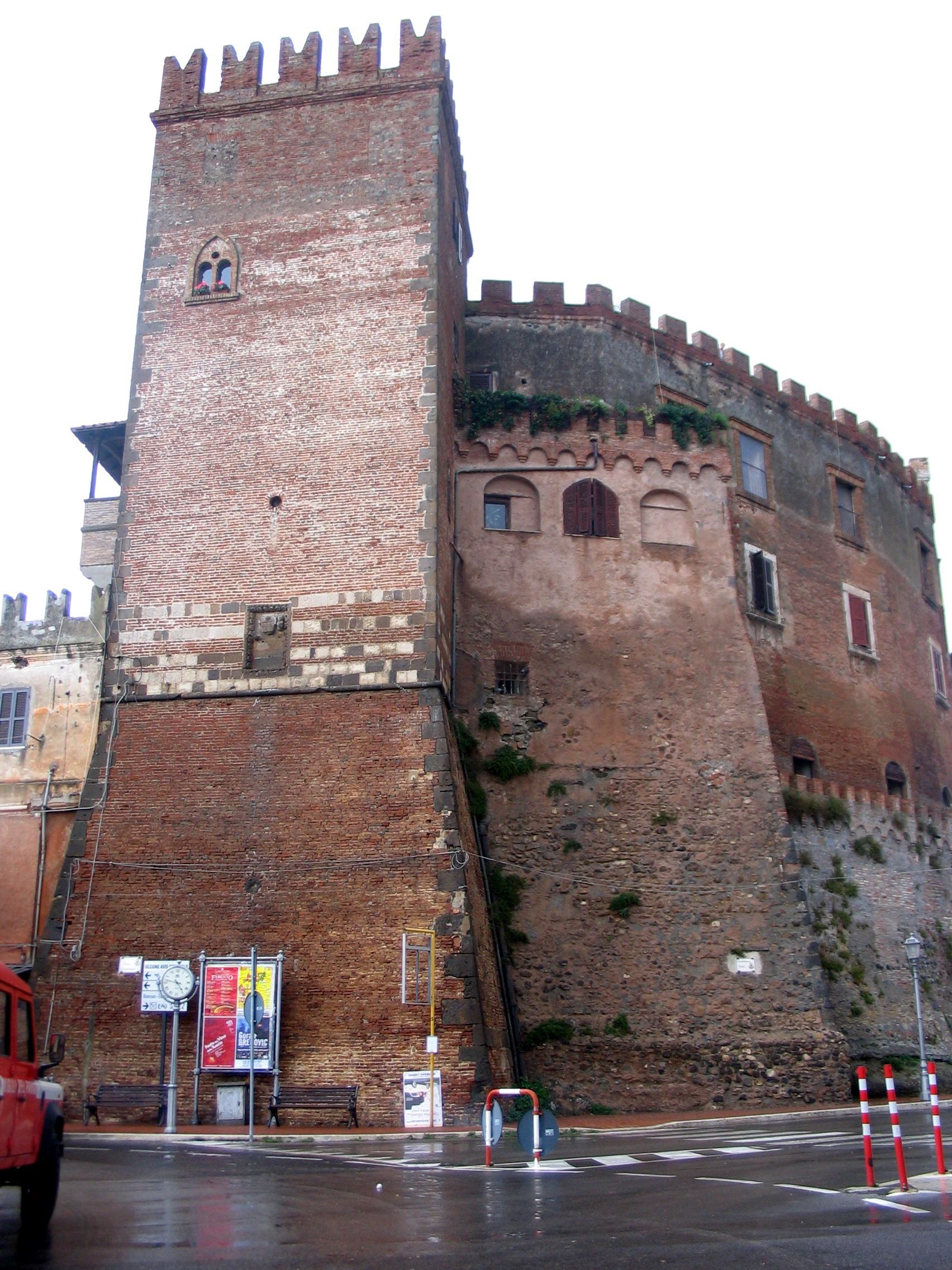
Die Burg von Montalto di Castro

- Pfarrkirche Santa Maria Assunta: Bauwerk von neoklassischem Aussehen mit hoher Fassade und einem an der linken hinteren Ecke sich erhebenden Glockenturm mit Zwiebelkuppel. Der einschiffige Innenraum in einheitlicher gelber Farbgebung, mit Ausnahme der weiß getünchten Pilasterkapitelle, besitzt je drei Seitenkapellen, eine von ihnen mit dem Gemälde der Madonna della Vittoria. In der Halbrundapsis hängt als Altarbild ein Gemälde der Himmelfahrt Mariens, das in einem Rundbogen endet.
- Castello Orsini – Guglielmi: Mit einem stark romantisierend überformten Aussehen besteht der Gebäudekomplex aus einem höheren und zwei niedrigeren Seitenteilen mit Spitzbogen- bzw. Guelfenfenstern und mehreren Rechtecktürmen, von denen einer als Bergfried angesprochen werden kann; heute ist es eine Privatwohnungsanlage.
- Fontana del Mascherone: Im Auftrag von Papst Clemens XI. 1708 geschaffen. Die Bauinschrift rühmt das Verdienst des Papstes, durch einen meist unterirdischen Aquädukt das Wasser hierher herangeführt zu haben.
- Torre di Montalto (Montalto Marina): Ehemaliger Beobachtungsturm zum Küstenschutz, unter Papst Pius V. (1566–1572) erbaut.
- Getreidespeicher (Montalto Marina): Dem Turm gegenüber errichtetes Gebäude der Adorno und später der Marchesi Guglielmi.

## Bevölkerung
| Jahr | Bevölkerung |
| ---- | ----------- |
| 1871 | 0702        |
| 1901 | 1146        |
| 1921 | 2073        |
| 1951 | 3411        |
| 1971 | 6176        |
| 1991 | 7063        |
| 2001 | 7653        |
| 2013 | 8985        |

## Politik
Sergio Caci (L’Ulivo) wurde am 7. Mai 2012 sowie am 11. Juni 2017 zum Bürgermeister wiedergewählt.
Bei Montalto di Castro wurde ein Kernkraftwerk gebaut, das 1989 kurz vor der Fertigstellung stand. Nachdem durch eine Volksabstimmung der Ausstieg aus der Atomkraft beschlossen worden war, errichtete man direkt daneben das Öl- und Gas-Kraftwerk Alessandro Volta.

## Söhne und Töchter des Ortes
- Lea Padovani (1920–1991), Schauspielerin
- Alice Sabatini (* 1996), Basketballspielerin und Miss Italien 2015